# Staurogyne wawrana
Staurogyne wawrana är en akantusväxtart som beskrevs av Emery Clarence Leonard. Staurogyne wawrana ingår i släktet Staurogyne och familjen akantusväxter. Inga underarter finns listade i Catalogue of Life.